# آرزوهای بزرگ (فیلم ۱۹۳۴)
آرزوهای بزرگ (انگلیسی: Great Expectations) فیلمی سیاه‌وسفیدِ آمریکایی به کارگردانی «استوارت واکر» است که در سال ۱۹۳۴ منتشر شد.
این فیلم، نخستین اقتباسِ سینماییِ ناطق از رمان آرزوهای بزرگ اثر «چارلز دیکنز» است.
منتقدان سینما، این فیلم را نسبت به نسخهٔ ۱۹۴۶ آن (به کارگردانی دیوید لین) فیلم ضعیف‌تری می‌دانند. نکته جالب آنکه در هر دو نسخه، «فرانسیس ال سالیوان» در نقش «آقای جَگرز» ظاهر شد.

## بازیگران
- فیلیپس هولمز در نقش «پیپ»
- جین وایت در نقش «استلا»
- فلورنس رید در نقش «خانم هاویشام»
- فرانسیس ال سالیوان در نقش «آقای جگرز»
- هنری هال
- آلن هِیل
- فورستر هاروی
- رافائلا اوتیانو
- جورج باراد
- داگلاس وود
- جورج بریک‌ستون
- آیلی مِیلون
- آن هاوارد
- والتر آرمیتاژ